# Frits Holm
Frits Vilhelm Holm (23. juli 1881 – 9. marts 1930) var en dansk eventyrer. I hans bøger angives han normalt simpelthen som Frits Holm eller Frits V. Holm, mens de amerikanske aviser generelt stavede hans navn forkert som Fritz von Holm. Holm blev senere kendt for sit fup med ridderordener og adelstitler, og det indskudte "von" havde han selv opdigtet.
Frits Holm er primært kendt for sit forsøg på i 1907 at anskaffe sig den berømte nestorianske stele, et gammel kristent monument i Xian i det nordvestlige Kina, og sælge det til et vestligt museum. Denne mission blev kendt i angelsaksiske kredse som den "Holm-nestorianske ekspedition til Xian". De lokale kinesiske myndigheder var dog ikke til sinds at skille sig af med stelen, som de derfor flyttede fra dens udendørs placering i den vestlige udkant af byen og til Steleskovmuseet. For ikke at forlade Kina tomhændet skaffede Holm en nøjagtig kopi af den nestorianske stele, som han fik lavet i Xian. Han fik kopien med vogn til Den Gule Flod, derefter via mindre både ned ad den ikke særlige sejlbare Gule Flod til den nærmeste jernbanestation i Zhengzhou, og derefter med tog til Yangtzeflodens havn Hankou, nu i Wuhan. 
Frits Holm havde først tænkt sig at tilbyde stelen til British Museum i London, men i stedet tog Holm stelekopien til New York, hvor han planlagde at sælge den til Metropolitan Museum of Art. Museets direktør Caspar Purdon Clarke, var dog ikke begejstret for at købe "så stor en sten ... uden kunstnerisk værdi". Ikke desto mindre blev den udstillet i museet ("udlånt" fra Mr. Holm) for en tiårig periode.  I 1917 købte en Mr. George Leary, en velhavende New Yorker, stelekopien og sendte den til Rom som gave til paven.
Frits Holm er en af de mest kendte bedragere mht. adelsskab. Han benyttede selv "von" foran sit efternavn og hævdede at høre til den europæiske adel, men stort set alle hans ordner og titler var opspind. Han fik således aldrig tildelt danske ordener, selvom det ville have været passende, såfremt han virkelig var så højt dekoreret i udlandet.
Holm havde utvivlsomt en relation til den montenegrinske konge Nikola 1. og han var angiveligt general à la suite og befuldmægtiget minister af Montenegro. Han hævdede at være blevet hertug af Kolachine den 10. juli 1919 og fyrste den 11. november 1919, men ingen af delene kan bekræftes. På det tidspunkt var kongen i eksil i Frankrig, hvilket han var fra 1918 til sin død 1921.
Han hævdede desuden at bære Storkorset af den Hellige Gravs Orden, at være Ridder af den hellige Konstantinsorden Skt. Georg (den eneste, der kan bekræftes: optaget 6. april 1921, forfremmet til storkorsridder 3. september 1921), af Skt. Stanislasordenen af Polen og at besidde kongelige ordener fra Bulgarien, Grækenland, Montenegro, Preussen, Rumænien, Spanien, Østrig såvel som medaljer fra Liechtenstein og Røde Kors. Desuden æresdoktor i arkæologi fra Mexico og kammerherre for greven af Caserta.
Holm blev gift 1919 med amerikaneren Marguerite Macdonough Green (død 16. november 1928 i Neuilly-sur-Seine).
Frits Holm døde marts 1930 af lungebetændelse.